# فيليكس ستيفنز
فيليكس ستيفنز (6 أغسطس 1942 - ) (بالإنجليزية: Felix Stephens)‏ هو لاعب كريكت بريطاني.